# 雷诺兹五联征
雷诺兹五联征（英語：Reynolds' pentad），是由急性梗阻性化脓性胆管炎引起的沙尔科三联征（腹痛、寒战高热、黄疸）、休克和中枢神经系统抑制的症状。
其名称源于1959年，外科医生B·M·雷诺兹与埃弗里特·L·达根描述了这一征象。